# Predicación verbal
Una predicación verbal (por oposición a una predicación nominal) es la que describe un proceso o evento para las que son pertinentes las categorías de tiempo o aspecto.
Las predicaciones nominales se realizan mediante verbos copulativos o simplemente mediante yuxtaposición:
(español, familia indoeuropea) Roma, capital de Italia o Roma es la capital de Italia
(español) La flor es roja.
Muchas lenguas del mundo carecen de verbos copulativos, por lo que la predicación nominal se 
expresa sólo mediante yuxtaposición:
(capanawa, familia pano) hoa paʃini (lit. flor rojo) 'la flor roja' / paʃĩ hoa (lit. rojo flor) 'una flor que es roja'
(camboyano, Grupo Mon-Jemer) srəy nu lʔɔː (lit. chica esa bonita) 'esa chica es bonita'.
En las lenguas naturales las predicaciones propiamente verbales se realizan mediante verbos con contenido léxico frecuentemente transitivos.
- Datos: Q10982479